# Ninja Special Forces Justy Wind - Bad Copy -
Ninja Special Forces Justy Wind - Bad Copy - (忍者特捜ジャスティーウィンド　Bad Copy) es una película japonesa, del 9 de noviembre de 2007, producida por Zen Pictures. Es una película del género tokusatsu, de acción y aventuras, con artes marciales, dirigido por Toru Kikkawa, y protagonizada por Aimi Hoshii, Ayumi Onodera, Rie Teduka, Asano Aikawa. 
El idioma es en japonés, pero también está disponible con subtítulos en inglés, en DVD o descargable por internet.

## Saga de Justy Wind
- Ninja Special Forces Justy Wind - Righ Mind - (2007)
- Ninja Special Forces Justy Wind - Bad Copy - (2007)
- Ninja Special Agent Justy Wind vs. Evil American Comic Books Characters - 1 (2010)
- Ninja Special Agent Justy Wind vs. Evil American Comic Books Characters - 2 (2010)
- Justy Wind The Begining (2010)

## Argumento
Una serie de casos salvajes han ocurrido en las calles a estudiantes de secundaria. Miho (Justy Wind Rojo) sospecha que algo malvado ocurre en una escuela llamada "Shinsei-juku".
Chie (Justy Wind Blanco), se apunta en esta escuela para entrar dentro como espía, y para ello ha tenido que pasar un difícil examen de acceso. Una vez dentro, Chie trata de investigar dentro del instituto, pero es capturada y torturado cuando se hallaba cerca de descubrir la verdad del mal que encierra el instituto. Un monstruo llamado Erode tortura a Chie, y trata de crear un clon de Chie para reproducir un falso "Justy Wind Blanco".
Cuando Miho trata de encontrar a Chie, la malvada Eres la sorprende, y se apodera de su energía. Miho se encuentra ahora al borde de la derrota.
La falsa Chie, encuentra a Reiko (Justy Wind Azul) a quien ataca. Reiko que no sabe que se trata de un clon de Chie, trata de evitar la pelea. 
Las tres miembros de Justy Wind, se encuentran ahora en grave peligro.